# 中野友都
中野 友都（なかの ゆうと、2002年8月4日 - ）は中京大学在学中の男子バスケットボール選手である。熊本県出身。ポジションはSG（シューティングガード）。2022-23シーズンから特別指定選手として熊本ヴォルターズに参加。2024-25シーズンは特別指定選手として岩手ビッグブルズに参加。2025-26シーズンも引き続き岩手ビッグブルズと契約し、プロとしてのキャリアをスタートさせた。

## 経歴
2002年、熊本県に生まれる。熊本県菊陽町立武蔵ヶ丘中学校・九州学院高等学校を経て中京大学に進学。九州学院時代からポイントゲッターとして活躍したほか、2022年度 東海学生トーナメント大会優勝、2022年度バスケットボール新人戦3位・同選手権大会ベスト8などの成績を上げ、前者では最優秀選手賞、後者では得点王の称号を得ている。
2022年12月12日、熊本ヴォルターズと特別指定選手契約を締結。第12節越谷アルファーズ戦にて初出場を果たす。2023年2月11日の第21節越谷戦では第1Q終盤から第2Qにかけて出場し、1本のスリーポイントを含む7得点を挙げた。
2023年2月21日、3月5日での契約終了が発表される。
2023年度 全日本バスケットボール選手権大会の準々決勝において、ゲームハイとなる23得点を挙げる活躍を見せるもチームは敗れた。
2023年12月15日、熊本と特別指定選手契約を締結。2024年1月28日の第18節パスラボ山形ワイヴァンズ戦においてシーズン初得点を挙げる。
2024年3月3日、第24節ベルテックス静岡戦をもってシーズン参加を終了した。

## 成績
| シーズン   | チーム       | GP | GS | MPG | FG%   | 3P%   | FT%   | RPG | APG | SPG | BPG | TO | PPG |
| ---------- | ------------ | -- | -- | --- | ----- | ----- | ----- | --- | --- | --- | --- | -- | --- |
| B2 2022-23 | 熊本（特指） | 6  | 0  | 3.1 | 0.364 | 0.250 | 0.714 | 0.5 | 0   | 0.2 | 0   | 0  | 2.3 |
| B2 2023-24 | 熊本（特指） | 6  | 0  | 2.6 | 0.500 | 0     | 0     | 0   | 0   | 0.1 | 0   | 0  | 0.3 |